# Hannivka, Prîazovske
Hannivka (în ucraineană Ганнівка) este localitatea de reședință a comunei Hannivka din raionul Prîazovske, regiunea Zaporijjea, Ucraina.

## Demografie
Componența lingvistică a localității Hannivka
     Rusă (36%)
     Bulgară (33,57%)
     Belarusă (19,57%)
     Ucraineană (9,71%)
Conform recensământului din 2001, nu exista o limbă vorbită de majoritatea populației, aceasta fiind compusă din vorbitori de rusă (36%), bulgară (33,57%), belarusă (19,57%) și ucraineană (9,71%).